# Traitement de choc (film, 2006)
Pour les articles homonymes, voir Traitement de choc.
Pour plus de détails, voir Fiche technique et Distribution.
Traitement de choc (Shock to the System) est un téléfilm canadien réalisé par Ron Oliver, sorti en 2006. Il s'agit du deuxième film mettant en scène l'inspecteur Donald Strachey après Third Man Out et avant Jeux de mains et Ice Blues.

## Synopsis
Donald Strachey enquête sur la mort d'un étudiant qui semble avoir rapport avec les thérapies de conversion.

## Fiche technique
- Titre : Traitement de choc
- Titre original : Shock to the System
- Réalisation : Ron Oliver
- Scénario : Richard Stevenson et Ron McGee
- Musique : Peter Allen
- Photographie : C. Kim Miles
- Montage : Steve Schmidt
- Production : Kirk Shaw
- Société de production : Shavick Entertainment, Insight Film Studios et here! Films
- Société de distribution : Regent Releasing (en) (États-Unis)
- Pays :  Canada et  États-Unis
- Genre : Policier, drame, thriller
- Durée : 91 minutes
- Première diffusion : 
  -  États-Unis : 16 juillet 2006 (Outfest Film Festival)

## Distribution
- Chad Allen : Donald Strachey
- Sebastian Spence : Timmy Callahan
- Michael Woods : Dr. Cornell
- Daryl Shuttleworth (en) : le détective Bailey
- Morgan Fairchild : Mme. Hale
- Anne Marie DeLuise : Lynne Cornell
- Rikki Gagne : Katey Simmons
- Stephen Huszar : Grey
- Nelson Wong : Kenny Kwan
- Ryan Kennedy : Walter
- Jeffrey Bowyer-Chapman : Levon
- Shawn Roberts : Larry
- Gerry Morton : Jefferson
- Morgan Brayton : Hannah
- Leanne Adachi : Dr. Sung
- Jared Keeso : Paul Hale
- Robert Kaiser : Tobias
- Shawn Reis : le détective Stenski
- Levi James : Clark
- Dany Papineau : Kyle

## Accueil
Le film a reçu un accueil mitigé de la critique. Il obtient un score moyen de 54 % sur Metacritic.